# Rechtbank Groningen
De rechtbank Groningen was tot 1 januari 2013 een van de 19 rechtbanken in Nederland. Per die datum is de rechtbank opgegaan in de nieuwe Rechtbank Noord-Nederland. Het rechtsgebied van de rechtbank, ook aangeduid als arrondissement, kwam in 2012 overeen met de provincie Groningen. Ten tijde van de opheffing was Groningen onderverdeeld in twee kantons: Groningen en Winschoten. De rechtbank was gevestigd in Groningen aan het Guyotplein, eerder was de rechtbank gevestigd in de Oude Boteringestraat. Groningen is de bestuurszetel van de nieuwe rechtbank Noord-Nederland.

## Geschiedenis
De arrondissementsrechtbank in Groningen kan gezien worden als voortzetting van een geschiedenis die teruggaat tot in de late middeleeuwen. De stad zag rechtspraak als een manier om haar invloed over de Ommelanden vorm te geven. In de verdragen die de stad sloot met de verschillende Ommelanden was het instellen van een vorm van rechtspraak die plaatsvond binnen Groningen een beproefd middel. Daarnaast kocht het stadsbestuur redgerrechten in een aantal rechtstoelen.

### Arrondissement
Arrondissementen werden in Nederland ingesteld in de Franse tijd. De provincie Groningen werd oorspronkelijk verdeeld in drie arrondissementen, naast Groningen waren dat Winschoten en Appingedam. Het eerste arrondissement Groningen bestond tot 1877. In dat jaar werd Appingedam opgeheven en aan Groningen toegevoegd. Winschoten bleef tot 1934 een zelfstandig arrondissement. De indeling van Groningen in de verschillende periodes was:

#### van 1811 tot 1877
Het arrondissement Groningen was in deze periode verdeeld in drie kantons:
- kanton Groningen, bestaande uit de stad Groningen en de gemeenten Noorddijk en Haren.
- kanton Hoogezand, bestaande uit de gemeenten Hoogezand, Sappemeer en Slochteren
- kanton Zuidhorn, bestaande uit de gemeenten Zuidhorn, Aduard, Ezinge, Grijpskerk, Oldehove, Grootegast, De Leek, Marum, Oldekerk en Hoogkerk.

#### van 1877 tot 1934
Bij de nieuwe rechterlijke indeling van Nederland in 1877 werd het arrondissement Appingedam opgeheven, de beide kantons van Appingedam werden bij Groningen gevoegd. Daarnaast werd het kanton Hoogezand opgeheven, de gemeenten Hoogezand en Sappemeer werden deel van het kanton Zuidbroek en Slochteren werd bij het kanton Appingedam gevoegd. Het arrondissement Groningen bestond in deze periode uit vier kantons:
- kanton Groningen (gemeenten Groningen, Haren en Noorddijk)
- kanton Appingedam (gemeenten Appingedam, Bierum, Delfzijl, Loppersum, Stedum, Ten Boer, 't Zandt en Slochteren.
- kanton Zuidhorn (gemeenten Zuidhorn, Aduard, Ezinge, Grijpskerk, Oldehove, Grootegast, Leek, Marum, Oldekerk en Hoogkerk.
- kanton Onderdendam: (gemeenten Adorp, Baflo, Eenrum, Kloosterburen, Leens, Ulrum, Winsum, Bedum, Kantens, Middelstum, Uithuizen, Uithuizermeeden, Usquert en Warffum.

#### 1934 tot 2013

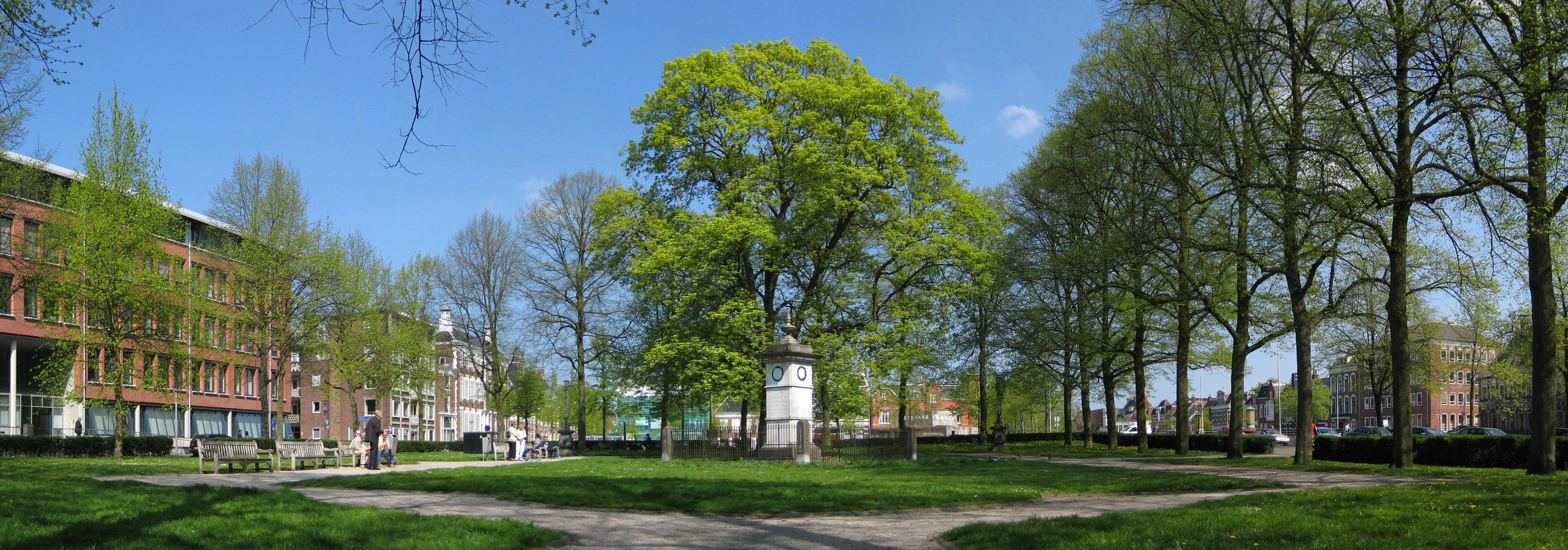
De nieuwe rechtbank, links, aan het Guyotplein

In 1933 werd de rechterlijke indeling opnieuw op de schop genomen. Het gevolg was dat in Groningen het arrondissement Winschoten verdween en ook de kantongerechten in Appingedam, Zuidhorn en Onderdendam hun deuren sloten. Groningen kende nog een arrondissement dat tot 1941 ook drie gemeenten in Noord-Drenthe omvatte. Het nieuwe arrondissement was tot 1 mei 2001 verdeeld in 3 kantons. Zuidbroek werd in 2001 opgeheven, kantongerechten als zelfstandige gerechten verdwenen in 2002 en werden sector kanton van de rechtbank. Daarbij blijft er nog wel een verdeling in kantons. Vanaf 2013 verdwijnen ook de kantons. De indeling van Groningen in deze periode:
- kanton Groningen (gemeenten Groningen, Hoogkerk, Noorddijk, Leek, Marum, Oldekerk, Grootegast, Zuidhorn, Grijpskerk, Oldehove, Aduard, Ezinge, Winsum, Baflo, Adorp, Eenrum, KloosterBuren, Leens, Ulrum, Bedum, Ten Boer, Loppersum, Stedum, 't Zandt, Middelstum, Kantens, Usquert, Uithuizen, Uithuizermeeden, Bierum, Delfzijl, Appingedam, Slochteren en tot 1941 in Drenthe: Eelde, Peize en Roden.
- kanton Zuidbroek: de gemeenten Hoogezand-Sappemeer, Noordbroek, Zuidbroek, Meeden, Muntendam, Veendam en Muntendam
- kanton Winschoten: de gemeenten Winschoten, Termunten, Scheemda, Nieuwolda, Midwolda, Finsterwolde, Beerta, Nieuweschans, Wedde, Bellingwolde, Oude Pekela, Nieuwe Pekela, Stadskanaal en Vlagtwedde.

## Het gebouw

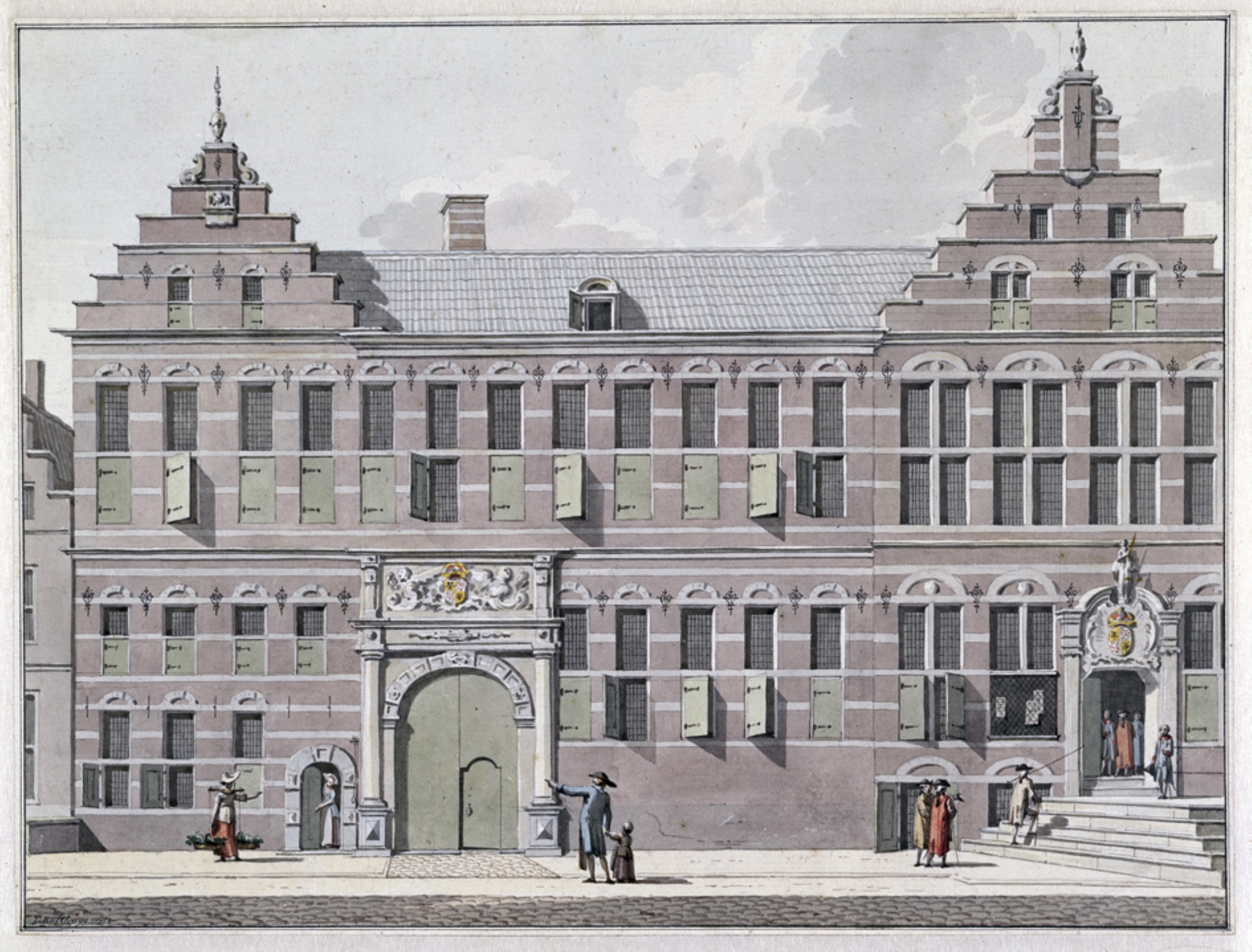
Het Provinciaal hof van justitie op een aquarel van Jan Bulthuis uit 1774

De rechtbank zetelde in een gebouw dat in de 17e eeuw werd verbouwd voor Abel Coenders van Helpen, een burgemeester van de stad. Bij de bouw bleven delen van een voorganger uit de middeleeuwen behouden. In 1754 werd het verbouwd ten behoeve van de rechtbank.

## Groninger eigenaardigheden
Hoewel Nederland tegenwoordig een eenheidsstaat is, bestaan er nog steeds relicten van rechtsfiguren uit de tijd dat de verschillende provincies van Nederland zelfstandige rechtsgebieden waren. In Groningen bestaat bijvoorbeeld een zakelijk recht dat buiten de provincie onbekend is: het beklemrecht. In het verleden bestonden er veel meer van deze eigenaardigheden, zoals de oevelgang en de naarkoop.